# Charles Q. Tirrell

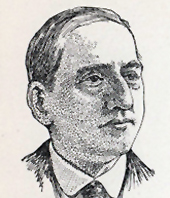
Charles Q. Tirrell

Charles Quincy Tirrell (* 10. Dezember 1844 in Sharon, Norfolk County, Massachusetts; † 31. Juli 1910 in Natick, Massachusetts) war ein US-amerikanischer Politiker. Zwischen 1901 und 1910 vertrat er den Bundesstaat Massachusetts im US-Repräsentantenhaus.

## Werdegang
Charles Tirrell besuchte die öffentlichen Schulen seiner Heimat und danach bis 1866 das Dartmouth College in Hanover (New Hampshire). Anschließend arbeitete er drei Jahre lang an verschiedenen Schulen als Lehrer. Nach einem anschließenden Jurastudium und seiner 1870 erfolgten Zulassung als Rechtsanwalt begann er in Boston in diesem Beruf zu praktizieren. Gleichzeitig schlug er als Mitglied der Republikanischen Partei eine politische Laufbahn ein. Im Jahr 1872 war er Abgeordneter im Repräsentantenhaus von Massachusetts; zwischen 1881 und 1882 gehörte er dem Staatssenat an. Seit 1873 lebte er in Natick.
Bei den Kongresswahlen des Jahres 1900 wurde Tirrell im vierten Wahlbezirk von Massachusetts in das US-Repräsentantenhaus in Washington, D.C. gewählt, wo er am 4. März 1901 die Nachfolge von George W. Weymouth antrat. Nach vier Wiederwahlen konnte er bis zu seinem Tod am 31. Juli 1910 im Kongress verbleiben.